# Klô Pelgag
Klô Pelgag, cuyo nombre de nacimiento es Chloé Pelletier Gagnon, nacida el 13 de marzo de 1990 en Sainte-Anne-des-Monts, Quebec, es una cantante, pianista y guitarrista canadiense.

## Biografía
Inspirada por el arte visual (Botero, Dalí, Magritte), la literatura y el teatro (Vian, Ionesco), el cine (André Forcier, Jean-Claude Lauzon) y la música (Vigneault, Debussy, Brel, Zappa), Klô Pelgag compone música desde su adolescencia. En 2009 participa a varios concursos y gana diversos premios.
En 2013 publicó su primer álbum, L'Alchimie des monstres, que es alabado por la crítica. Su música es descrita como pop barroco, aunque utiliza varios elementos de electrónica en sus álbumes Notre-Dame-des-Sept-Douleurs y Abracadabra 
En octubre de 2014 gana el premio Félix de revelación del año otorgado por la ADISQ.
En 2014 ganó en Francia el Premio Bárbara y el Grand Premio de la Francophonie otorgado por la Academia Charles-Cros.
Publicó un nuevo álbum en noviembre de 2016 titulado L'Étoile thoracique.
En 2020, a pesar de la pandemia, lanzó su disco llamado Notre-Dame-des-Sept-Douleurs, como un pueblo ubicado en Canadá, el cual toma una temática más oscura que los anteriores  
En 2024 lanza su último álbum, llamado Abracadabra, el cual se ve más influenciado por la música electrónica, dejando de lado el pop barroco  

## Discografía
- 2013, L'Alchimie des monstres
- 2016, L'Étoile thoracique
- 2020, Notre-Dame-des-Sept-Douleurs
- 2024, Abracadabra